# Speyeria tejonica
Speyeria tejonica är en fjärilsart som beskrevs av Comstock 1925. Speyeria tejonica ingår i släktet Speyeria och familjen praktfjärilar. Inga underarter finns listade i Catalogue of Life.